# Invecta et illata
Invecta et illata sono entrambi participi di verbi latini che si traducono con "portare dentro", "introdurre". L'espressione, che si può tradurre "le cose portate dentro" si riferisce, in particolare, all'insieme di quelle "cose" che porta l'inquilino nella casa che prende in locazione, e assume rilievo giuridico poiché su tali cose il locatore detiene un privilegio speciale, cioè un particolare diritto di prelazione di fonte legale, a garanzia del canone di locazione (art. 2778, n°16, c.c.).